# Lohnea, Bilopillea
Lohnea (în ucraineană Лохня) este un sat în comuna Verhosulka din raionul Bilopillea, regiunea Sumî, Ucraina.

## Demografie
Componența lingvistică a localității Lohnea
     Ucraineană (96,55%)
     Rusă (3,45%)
Conform recensământului din 2001, majoritatea populației localității Lohnea era vorbitoare de ucraineană (96,55%), existând în minoritate și vorbitori de rusă (3,45%).